# Wikipedia în ebraică
Wikipedia în ebraică (în ebraică ויקיפדיה: האנציקלופדיה החופשית, transliterat: _ha-entsiklopedya ha-ḥofshit) este versiunea în limba ebraică a Wikipediei, și se află în prezent pe locul 40 în topul Wikipediilor, după numărul de articole.  În martie 2022 are aproximativ 313 000 articole.